# مسألة الأفق
مسألة الأفق (المعروفة أيضًا باسم مسألة التجانس) هي مسألة كونية تتعلق بالضبط الدقيق في نموذج الانفجار العظيم للكون. نشأت بسبب صعوبة تفسير التجانس المرصود لمناطق الفضاء غير المتصلة سببيًا في غياب آلية تحدد نفس الظروف الأولية في كل مكان في الكون. أشار وولفجانج ريندلر إلى هذه المسألة لأول مرة عام 1956.
الحل الأكثر شيوعًا هو التضخم الكوني. اقتُرح أيضًا تفسير يعتمد على سرعة الضوء المتغيرة.

## نظرة عامة

### المسافات الفلكية وآفاق الجسيمات
تتوافق المسافات الفاصلة بيننا وبين الأجرام القابلة للرصد في سماء الليل مع الأوقات في الماضي. يستخدم العلماء السنة الضوئية (المسافة التي يسافرها الضوء في سنة أرضية واحدة) لوصف هذه المسافات الكونية. تظهر لنا المجرات التي تبعد عنا عشرة مليارات سنة ضوئية كما كانت قبل عشرة مليارات سنة، لأن الضوء استغرق هذا الوقت الطويل للوصول إلى الراصد. إذا نظر المرء إلى مجرة تبعد عشرة مليارات سنة ضوئية في اتجاه واحد ومجرة أخرى تبعد نفس المسافة في الاتجاه المعاكس، فإن المسافة الإجمالية بينهما هي عشرين مليار سنة ضوئية. هذا يعني أن الضوء من المجرة الأولى لم يصل بعد إلى المجرة الثانية لأن عمر الكون يبلغ نحو 13.8 مليار سنة فقط. بمعنى آخر، هناك أجزاء من الكون مرئية لنا، ولكنها غير مرئية من أجزاء أخرى، أي أنها خارج أفق الجسيمات الخاصة بها.

### انتشار المعلومات السببية
في النظريات الفيزيائية النسبية المقبولة، لا يمكن لأي معلومات أن تنتقل بسرعة أسرع من الضوء. في هذا السياق، تعني «المعلومات» أي نوع من «التفاعلات الفيزيائية». على سبيل المثال، تتدفق الحرارة بشكل طبيعي من المناطق الحارة إلى المناطق الأكثر برودة، ومن الناحية الفيزيائية، يُعد هذا أحد الأمثلة على تبادل المعلومات. بالنظر إلى المثال أعلاه، لا يمكن أن تتبادل المجرتان المعنيتان أي نوع من المعلومات، أي أنهما ليسا على اتصال سببي. في غياب الظروف الأولية الشائعة، يتوقع المرء أن تكون خصائص المجرتين الفيزيائية مختلفة، وبشكل أعم، يُتوقع أن يتمتع الكون ككل بخصائص مختلفة في المناطق المنفصلة سببيًا.

### مسألة الأفق
على عكس هذا التوقع، يُظهر رصد إشعاع الخلفية الكونية الميكروي (سي إم بي) ومسوحات المجرات أن الكون المرصود موحد الخواص تقريبًا، ما يعني أيضًا، وفقًا لمبدأ كوبرنيكوس، أن الكون متجانس. تُظهر مسوحات السماء أن درجات حرارة سي إم بي متسقة حتى مستوى ΔT/T = 10−5 تقريبًا، حيث ΔT هو الفرق بين درجة الحرارة المرصودة في منطقة من السماء ومتوسط درجة حرارة سماء T. يشير هذا الاتساق إلى أن السماء بأكملها، وبالتالي الكون المرصود بأكمله، يجب أن تكون قد ارتبطت لفترة طويلة بما يكفي ليصل الكون إلى التوازن الحراري.
وفقًا لنموذج الانفجار العظيم، فمع انخفاض كثافة الكون المتوسع، خرجت الفوتونات في النهاية من الاتزان الحراري مع المادة؛ وانفصلت عن بلازما الإلكترونات والبروتونات وبدأت بالتدفق بحرية عبر الكون. يُشار إلى هذه الفترة من الزمن باسم عصر إعادة الاندماج، عندما اندمجت الإلكترونات والبروتونات لتشكيل الهيدروجين المتعادل كهربائيًا؛ وبدون وجود إلكترونات حرة لتشتت الفوتونات، بدأت الفوتونات بالتدفق بحرية. تُرصد هذه الفوتونات الآن على شكل إشعاع الخلفية الكونية الميكروي (سي إم بي). نظرًا لأننا نرصد سي إم بي كخلفية لأجسام ذات انزياح أحمر أقل، فإننا نصف هذه الفترة بأنها حقبة تحول الكون خلالها من معتم إلى شفاف. يصف سي إم بي فعليًا «سطح التشتت الأخير» لأنه يبدو لنا كسطح أو خلفية، كما هو موضح في الشكل أدناه.
لاحظ أننا نستخدم الزمن المطابق في الرسوم البيانية التالية. يصف الزمن المطابق مقدار الوقت اللازم لانتقال الفوتونات من موقع الراصد إلى أبعد مسافة قابلة للرصد (إذا توقف الكون عن التوسع الآن).
يُعتقد أن الانفصال، أو التشتت الأخير، قد حدث بعد نحو 300000 سنة من الانفجار العظيم، أو عندما كان الانزياح الأحمر يساوي zrec = 1100 تقريبًا. يمكننا تحديد القطر الزاوي التقريبي للكون والحجم الفيزيائي لأفق الجسيمات الذي كان موجودًا في تلك الفترة.
تُوصف مسافة القطر الزاوي، كدالة للانزياح الأحمر z، بالعلاقة dA(z) = r(z)/(1+z). إذا أن الكون مسطح، فإن:
{\displaystyle r(z)=\int \limits _{t_{em}}^{t_{0}}dt/a(t)=\int \limits _{a_{em}}^{1}da/a^{2}H(a)=\int \limits _{0}^{z}dz/H(z).}
حدثت فترة إعادة الاندماج خلال عصر من الكون هيمنت عليه المادة، لذلك يمكننا تقريب H (z) كما يلي {\displaystyle H(z)\approx \Omega _{m}H_{0}^{2}(1+z)^{3}.} بجمعها معًا، يُعبر عن مسافة القطر الزاوي، أو حجم الكون المرصود، بالنسبة لانزياح أحمر يساوي 1100 تقريبًا، بالعلاقة التالية:
{\displaystyle r(z)=\int \limits _{0}^{z}dz/H(z)={\frac {1}{\sqrt {\Omega _{m}H_{0}}}}\int \limits _{0}^{z}dz/(1+z)^{3/2}={\frac {2}{\sqrt {\Omega _{m}H_{0}}}}(1-{\frac {1}{\sqrt {1+z}}})}
بما أن z>>1، يمكننا تقريب {\displaystyle r(z)\approx {\frac {2}{{\sqrt {\Omega _{m}}}H_{0}}}}
{\displaystyle d_{A}(z)\approx {\frac {2}{{\sqrt {\Omega _{m}}}H_{0}}}/(1+z)}
{\displaystyle d_{A}(1100)\approx 14\ Mpc}
يصف أفق الجسيمات الحد الأقصى للمسافة التي يمكن أن تسافرها الفوتونات نحو الراصد خلال عمر الكون. يمكننا تحديد مسافة المسايرة لعمر الكون خلال فترة إعادة الاندماج باستخدام علاقة r (z) السابقة،
{\displaystyle d_{hor,rec}(z)=\int \limits _{0}^{t(z)}dt/a(t)=\int \limits _{z}^{\infty }dz/H(z)\approx {\frac {2}{{\sqrt {\Omega _{m}}}H_{0}}}\left[{\frac {1}{\sqrt {1+z}}}\right]_{z}^{\infty }\approx {\frac {2}{{\sqrt {\Omega _{m}}}H_{0}}}{\frac {1}{\sqrt {1+z}}}}
لحساب الحجم الفيزيائي لأفق الجسيمات D، نستخدم العلاقة التالية:
{\displaystyle D(z)=a(z)d_{hor,rec}=d_{hor,rec}(z)/(1+z)}
{\displaystyle D(1100)\approx 0.03\approx 2\ degrees}
يُتوقع أن تكون أي منطقة من مناطق سي إم بي، في حدود درجتين من الانفصال الزاوي، في حالة الاتصال السببي، ولكن يجب ألا يكون هناك أي تبادل للمعلومات على أي نطاق أكبر من درجتين.
تقع مناطق سي إم بي المفصولة بأكثر من درجتين خارج آفاق جسيمات المناطق الأخرى وتكون مفصولةً سببيًا. تصف مسألة الأفق حقيقة أننا نرى توحدًا في خواص درجة حرارة سي إم بي عبر السماء بأكملها، على الرغم من أن السماء بأكملها ليست على اتصال سببي لتحقيق التوازن الحراري.
إذا بدأ الكون بدرجات حرارة مختلفة قليلًا في أماكن مختلفة، فينبغي ألا يكون سي إم بي موحد الخواص إلا إذا كانت هناك آلية توحد درجة الحرارة عند وقت الانفصال. في الواقع، تتمتع خلفية سي إم بي بنفس درجة الحرارة في السماء بأكملها، التي تعادل 0.001± 2.726 كلفن.

## النموذج التضخمي
حاولت نظرية التضخم الكوني معالجة المسألة من خلال افتراض فترة توسع أسي تعادل   10−32 ثانية في الثانية الأولى من تاريخ الكون بسبب حدوث تفاعل لمجال قياسي. وفقًا للنموذج التضخمي، ازداد حجم الكون بأكثر من 1022 مرة، من منطقة صغيرة ومتصلة سببيًا ومتزنة حراريًا تقريبًا. ثم وسع التضخم الكون بسرعة، وعزل المناطق القريبة من الزمكان عن طريق توسيعها خارج حدود الاتصال السببي، ما أدى إلى «تثبيت» التجانس عبر مسافات كبيرة. بشكل أساسي، يشير النموذج التضخمي إلى أن الكون كان في حالة اتصال سببي بالكامل في الكون المبكر جدًا. ثم وسع التضخم هذا الكون بنحوe60 مرة. نحن نرصد سي إم بي بعد أن حدث التضخم على نطاق واسع جدًا. حافظ الكون على التوازن الحراري عبر هذا الحجم الكبير بسبب التوسع السريع الناتج عن التضخم.
إحدى نتائج التضخم الكوني هي انخفاض تباين الخواص في الانفجار العظيم الناتج عن التموجات الكموية، ولكن دون إلغائه تمامًا. جرى تسوية الاختلافات في درجة حرارة الخلفية الكونية نتيجة التضخم الكوني، لكنها لا تزال موجودة. تتنبأ النظرية بطيف من تباين الخواص في الخلفية الميكروية والذي يتوافق بالغالب مع رصد مسبار ويلكينسون لقياس التباين الميكروي (دبليو إم إيه بّي) ومستكشف الخلفية الكونية (كوبي).

## نظريات سرعة الضوء المتغيرة
اقتُرح نموذج سرعة الضوء المتغيرة (في إس إل) الكوني بشكل مستقل من قبل جان بيير بيتيت عام 1988، وجون موفات عام 1992، وفريق يضم أندرياس ألبريشت وجواو ماجويجو عام 1998 لشرح مسألة الأفق الكونية ولاقتراح بديل للتضخم الكوني. في نماذج في إس إل، يكون الثابت الأساسي سي c، الذي يشير إلى سرعة الضوء في الفراغ، أكبر في الكون المبكر من قيمته الحالية، ما يزيد من أفق الجسيمات خلال فترة الانفصال بشكل يكفي لتفسير توحد الخواص المرصود في سي إم بي.

### نموذج بيتيت
في نموذج في إس إل الخاص ببيتيت، يصاحب التغير في سرعة الضوء سي التغيرات المشتركة لجميع الثوابت الفيزيائية مجتمعةً مع تغيرات عوامل التحجيم للزمان والمكان، لكي تظل جميع معادلات وقياسات هذه الثوابت دون تغيير خلال فترة تطور الكون. لا تزال معادلات أينشتاين للمجال ثابتةً وسط الاختلافات المشتركة لسرعة الضوء وثابت الجاذبية جي في ثابت أينشتاين. وفقًا لهذا النموذج، ينمو الأفق الكوني بنفس معدل تحجيم المكان آر R، الذي يضمن تجانس الكون البدائي، الذي يتوافق مع البيانات الرصدية. يحصر النموذج الأحدث تغير الثوابت في كثافة الطاقة الأعلى للكون المبكر، في بداية العصر الذي هيمن عليه الإشعاع، حيث يُعرّف الزمكان على أنه إنتروبيا في المكان مع دالة مسافة مسطحة بشكل مطابق.